# Castell'Umberto
'Castell'Umberto är en ort och kommun i storstadsregionen Messina, innan 2015 i provinsen Messina, i regionen Sicilien i sydvästra Italien. Kommunen hade 3 051 invånare (2017).